# Hanse parisienne des marchands de l'eau
Pour les articles homonymes, voir Hanse (homonymie).

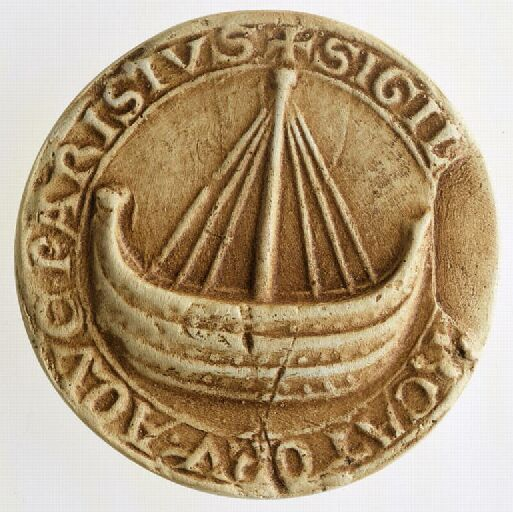
Moulage du sceau des marchands de l'eau de Paris de 1210, conservé aux Archives nationales.

La Hanse parisienne des marchands de l'eau est une communauté de marchands de Paris qui obtient par une charte royale de 1170 le privilège du droit de navigation sur la Seine, du pont de Mantes aux ponts de Paris. 
Les droits qu'elle percevait, variables suivant les époques, furent toujours élevés pour le commerce. 
Les bourgeois hansés, comme on appelait les membres de cette association, obtinrent une influence prépondérante dans l'administration de la cité et finirent, sous Louis IX, par constituer la municipalité parisienne. 
Louis XIV supprima la hanse en 1672 et attribua ses droits au trésor royal. 

## Origine
De nombreuses références aux marchands de l'eau sont trouvées dans les textes du XIIe siècle relatifs à Paris. Ainsi, dès 1121, le roi Louis VI accorde aux marchands le droit de prélever 60 sous pour chaque bateau transportant du vin. Les bourgeois hansés acquièrent en 1141 la Place de Grève. Mais c'est par la charte du roi Louis VII octroyée en 1170 que la police de l'eau est accordée comme privilège à cette communauté de marchands. La police de l'eau sur le fleuve appartient au roi mais il en concède le privilège aux marchands qui partagent avec lui la moitié des droits.
La hanse est une communauté de marchands qui exercent la police fluviale. Il ne faut pas la confondre avec la corporation des nautes qui a le monopole de la batellerie. La hanse s'est formée, comme dans de nombreuses villes du Nord de l'Europe, à la fin du Xe ou au début du XIe siècle.

## Fonctionnement
La charte de 1170 définit la zone géographique de son privilège : 7 ou 8 lieues en aval et en amont de la capitale.  
Les bourgeois hansés sont liés par un contrat enregistré par les échevins ou le prévôt des marchands de Paris. Ce contrat est enregistré par une lettre de Hanse, enregistré par le prévôt et revêtu du sceau.
Les infractions ou différents étaient déférés au parloir aux bourgeois, qui avait compétence pour prononcer des sentences y compris pénales.
Les marchands de l'eau prennent aux XIIe et XIIIe siècles une influence et un pouvoir majeur dans la cité. Les marchands hansés sont les bourgeois de Paris, qui vont dominer la vie économique puis politique de la cité au XIVe siècle.

## Évolution
La hanse sera intégrée sous Saint Louis à la prévôté des marchands de Paris. En 1268, Jehan Augier, directeur de la hanse, sera le deuxième prévôt des marchands.